# Liberdade

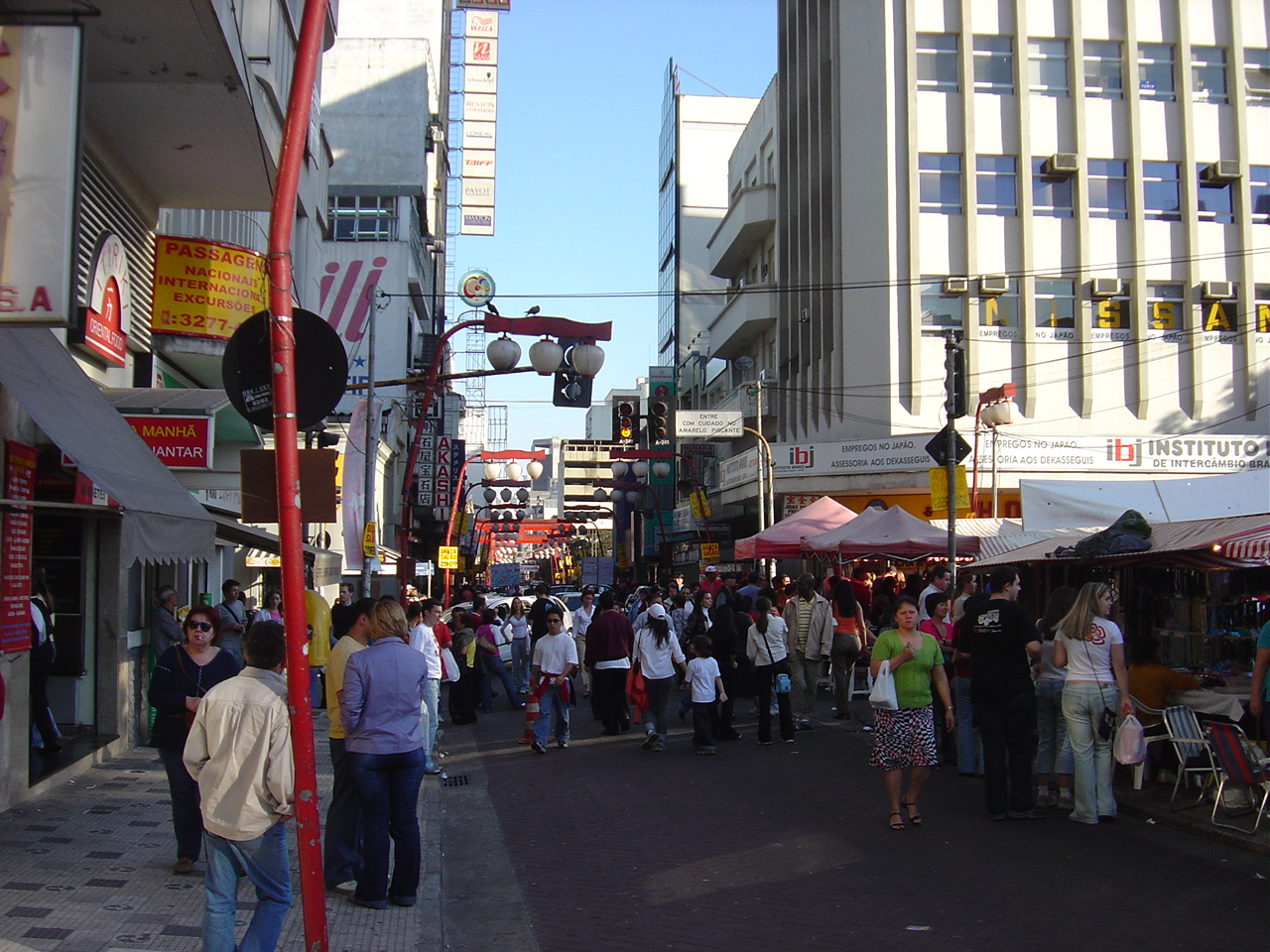
Stadsel Liberdade

Liberdade (リベルダーデ) är en berömd stadsdel São Paulo. Beläget i stadens centrum, är ett stort turistmål i São Paulo, som koncentrerar världens största japanska samhälle utanför Japan.[källa behövs]